# さいたま市立大成小学校
さいたま市立大成小学校（さいたましりつ おおなりしょうがっこう）は、埼玉県さいたま市大宮区にある公立小学校。

## 沿革
- 2001年 - 浦和市、与野市との合併に伴い現校名になる。